# 31. nordlige breddekreds
Den 31. nordlige breddekreds (eller 31 grader nordlig bredde) er en breddekreds, der ligger 31 grader nord for ækvator. Den løber gennem Afrika, Asien, Stillehavet, Nordamerika og Atlanterhavet.